# Juriens
Juriens je obec na západě Švýcarska v kantonu Vaud. Žije zde 308 obyvatel.

## Geografie

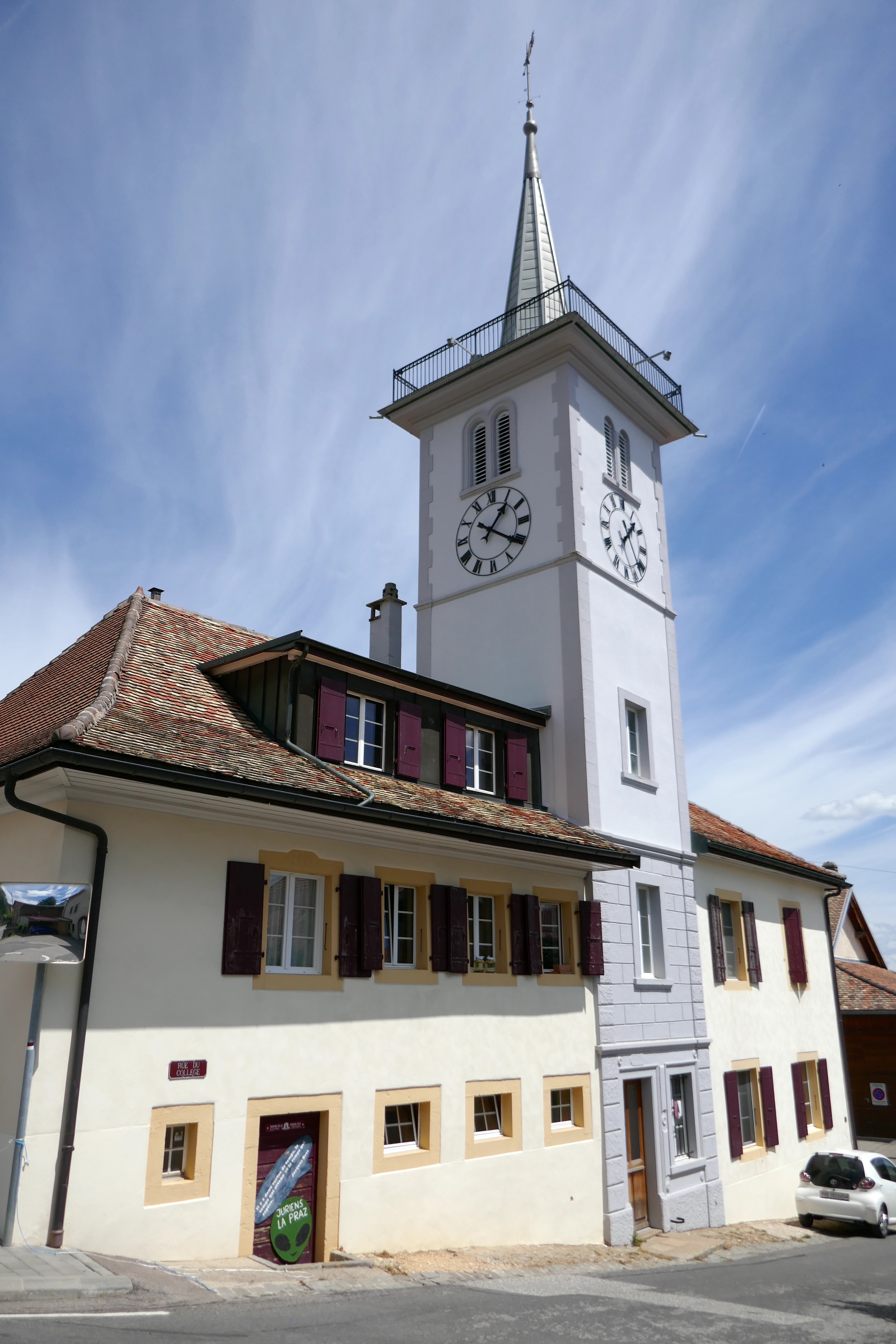
Centrum obce

Juriens leží v nadmořské výšce 797 m, vzdušnou čarou 18 km jihozápadně od okresního města Yverdon-les-Bains. Zemědělská vesnice se nachází na ostrohu na svahu Jury nad údolím řeky Nozon.
Území obce o rozloze 9,4 km² pokrývá část Vaudského Jury. Území obce se táhne od svahu Jury jižně od údolí Nozonu směrem na západ přes hustě zalesněné strmé svahy (La Côte a Drochard) až k Chalet Dernier, kde se nachází nejvyšší bod Juriens ve výšce 1290 m n. m. Na tomto masivu mezi horním údolím Nozon a Švýcarskou plošinou se nacházejí rozsáhlé jurské vysokohorské pastviny s typickými mohutnými smrky, které zde stojí buď jednotlivě, nebo ve skupinách. V roce 1997 byla 2 % rozlohy obce pokryta zastavěnou plochou, 51 % lesy a lesními porosty a 47 % zemědělstvím.
K Juriens patří také četné samoty. Sousedními obcemi jsou Romainmôtier-Envy, Moiry, La Praz, Mont-la-Ville a Vaulion.

## Historie

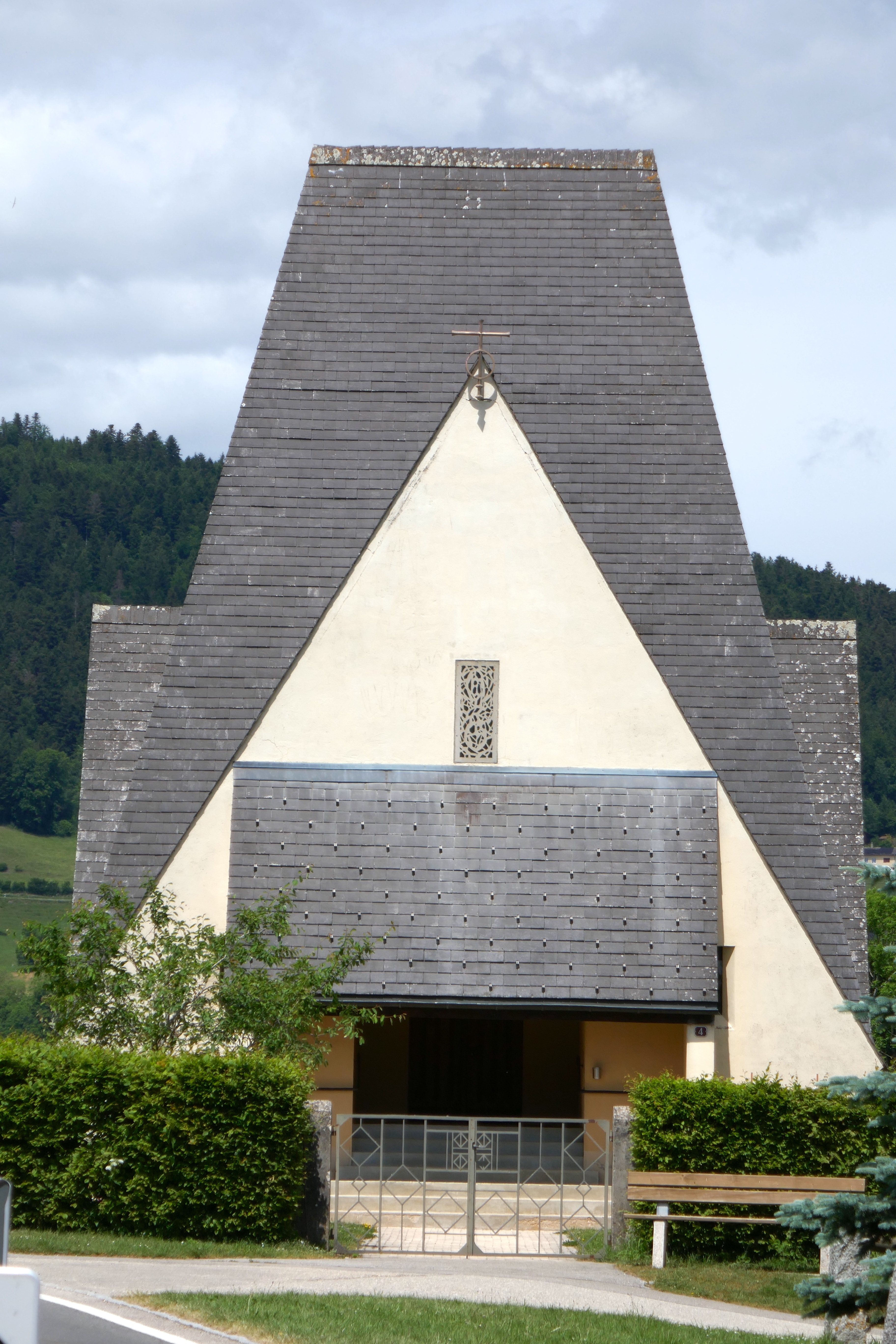
Protestantský kostel

První písemná zmínka o obci pochází z roku 1263 pod názvem Jurians, který lze pravděpodobně odvodit od burgundského osadníka jménem Juringos. Juriens ve středověku patřilo klášteru Romainmôtier. Po dobytí Vaudu Bernem v roce 1536 se Juriens stalo součástí kastelánství a panství Romainmôtier. Po pádu Staré konfederace patřila obec v letech 1798–1803 během helvétského období ke kantonu Léman, který byl poté po vstupu v platnost Ústavy o zprostředkování sloučen s kantonem Vaud. V roce 1798 byla přiřazena k okresu Orbe.

## Obyvatelstvo
Z celkového počtu obyvatel je 94,1 % francouzsky mluvících, 2,1 % německy mluvících a 1,7 % anglicky mluvících (k roku 2000). V roce 1850 žilo v Juriens 280 obyvatel a v roce 1910 287 obyvatel. Poté klesl přibližně o třetinu na 201 obyvatel do roku 1980, od té doby lze pozorovat mírný vzestupný trend.

## Hospodářství
Až do druhé poloviny 20. století bylo Juriens převážně zemědělskou obcí. V dolní části obce se obhospodařuje orná půda, zatímco na jurských výšinách převažuje chov dobytka, zejména dojnic. Pracovní místa jsou také v místních drobných podnicích a v ozdravovně pro seniory, která je součástí regionální nemocnice Saint-Loup v Pompaples.

## Doprava
Obec se nachází mimo hlavní dopravní tepny, hlavní přístupová cesta vede z Romainmôtier-Envy. Juriens je napojen na síť veřejné dopravy prostřednictvím linky Postbusu z Croy do L’Isle.